# Magic Lantern (firmware)
Pour les articles homonymes, voir Magic Lantern.
Magic Lantern est une extension du firmware de plusieurs appareils photo reflex de Canon. D'abord développé pour des besoins en vidéo pour l'EOS 5D Mark II par Trammell Hudson en 2009. Il a ensuite été porté sur la plupart de la gamme EOS. Actuellement, le développeur principal est connu sous le pseudonyme de A1ex.

## Voir Aussi
- CHDK, firmware pour les compacts Canon.